# Gunay Mammadzada
Gunay Mammadzada est une joueuse d'échecs azerbaïdjanaise née le 19 juin 2000 à Bakou. Championne d'Azerbaïdjan  en 2017, elle a obtenu le titre de grand maître international féminin en 2014.
Au 1er janvier 2021, elle est la numéro un azerbaïdjanaise et la 31e joueuse mondiale avec un classement Elo de 2 443 points.

## Compétitions de jeunes
Mammadzada a été championne du monde des moins de dix ans en 2009 et championne d'Europe des moins de quatorze ans en 2013.

## Championnat d'Azerbaïdjan
Mammadzada remporte le Championnat d'Azerbaïdjan féminin à trois reprises en 2017, 2019 et 2025.

## Compétitions par équipe
Gunay Mammadzada a représenté l'Azerbaïdjan lors des Olympiades d'échecs depuis l'Olympiade d'échecs de 2016 à Bakou. Elle a aussi participé au championnat d'Europe par équipe 2017 et au championnat du monde d'échecs par équipe féminine de 2017.